# کمال مردوف
کمال مردوف (انگلیسی: Kemal Meredow؛ زادهٔ ۲ فوریهٔ ۱۹۹۴)  جوجیتسوکار اهل ترکمنستان است.
وی در مسابقات کشوری و بین‌المللی در مجموع برندهٔ ۱ مدال برنز شده‌است.